# Streptomyces megasporus
Streptomyces megasporus es una especie de bacteria termófila del género Streptomyces, familia Streptomycetaceae. La cepa SD5 de Streptomyces megasporus produce enzimas fibrinolíticas.

## Lectura adicional
- Chitte, RR; Dey, S (December 2000). «Potent fibrinolytic enzyme from a thermophilic Streptomyces megasporus strain SD5.». Letters in Applied Microbiology 31 (6): 405-10. PMID 11123546. doi:10.1046/j.1365-2672.2000.00831.x.
- Patke; Dey (March 1998). «Proteolytic activity from a thermophilic Streptomyces megasporus strain SDP4». Letters in Applied Microbiology 26 (3): 171-174. S2CID 83480199. doi:10.1046/j.1472-765X.1998.00300.x.
- Qiu, Zhenhua; Shi, Pengjun; Luo, Huiying; Bai, Yingguo; Yuan, Tiezheng; Yang, Peilong; Liu, Suchun; Yao, Bin (May 2010). «A xylanase with broad pH and temperature adaptability from Streptomyces megasporus DSM 41476, and its potential application in brewing industry». Enzyme and Microbial Technology 46 (6): 506-512. PMID 25919627. doi:10.1016/j.enzmictec.2010.02.003.
- ed.-in-chief, George M. Garrity (2012). Bergey's manual of systematic bacteriology. (2nd edición). New York: Springer Science + Business Media. ISBN 978-0-387-68233-4.